# Луговопролейское сельское поселение
Луговопролейское сельское поселение — муниципальное образование (сельское поселение) в Быковском муниципальном районе Волгоградской области. Административный центр — село Луговая Пролейка.

## География
Расположено в юго-западной части Быковского района, на западе омывается Волгоградским водохранилищем.
Площадь сельского поселения составляет 29 818 гектар, из которых 25 485 га (по состоянию на 2008 год) приходится на сельхозугодья и 132 га занимает застройка (по состоянию на 2008 год).
Граничит:
- на юге — с Приморским сельским поселением;
- на востоке — с Демидовским сельским поселением;
- на севере и востоке — с Урало-Ахтубинским сельским поселением;
- на севере — с Верхнебалыклейским сельским поселением;
- на западе — с Дубовским районом[1].

## Население
| 2010 | 2012  | 2013 | 2014 | 2015 | 2016 | 2017 |
| ---- | ----- | ---- | ---- | ---- | ---- | ---- |
| 1004 | ↗1013 | ↘994 | ↘980 | ↘970 | ↘953 | ↘936 |
| 2018 | 2019  | 2020 | 2021 |      |      |      |
| ↘931 | ↘922  | ↘903 | ↘890 |      |      |      |

## Состав сельского поселения
| № | Населённый пункт | Тип населённого пункта       | Население |
| - | ---------------- | ---------------------------- | --------- |
| 1 | Луговая Пролейка | село, административный центр | ↘890      |

## Администрация
Глава — Потехина Лариса Владимировна (c 11 октября 2009 года);

Телефон/факс: 8(84495) 3-41-93

Адрес администрации: 404075, Волгоградская область, Быковский район, с. Луговая Пролейка, ул. Советская, 39/1.

e-mail: byklugoprol@ya.ru

## Транспорт
Территорию сельского поселения пересекает в направлении север-юг автомобильная дорога регионального значения Р226.
Протяженность автодорог местного значения — 11 км.

## Известные уроженцы
- Лебединский, Иосиф Иванович  (1895—1970) — советский военачальник, полковник, полный Георгиевский кавалер.